# Macaca pagensis
El macaco de Pagai (Macaca  pagensis) es una especie de primate catarrino de la familia Cercopithecidae endémico de las islas Mentawai ubicadas al occidente de Sumatra. Se considera como especie en peligro crítico en la Lista Roja de la UICN debido a la disminución progresiva de su hábitat. En un tiempo se consideró M. siberu como una subespecie de M. pagensis, pero se elevaron posteriormente al rango de especies, siendo ambas inicialmente consideradas subespecies de M. nemestrina.

## Descripción
Los machos de la especie son más grandes que las hembras. Su longitud corporal oscila entre 45 y 55 centímetros en los machos y de 40 a 45 centímetros en las hembras. En los machos la cola mide de 13 a 16 centímetros e de 10 a 13 cm en las hembras. Los machos pesan de 6 a 9 kg mientras las hembras tienen de 4,5 a 6 kg. La región dorsal es de color marrón obscuro y de castaño a ocre pálido a los lados del cuello, la parte anterior de los hombros y el vientre. Las piernas son marrón y sus extremidades anteriores marrón-rojizo. La cara carece de pelo, es negruzca y tiene ojos de color marrón. Poseen un abazón para almacenar comida mientras buscan alimento.

## Hábitat y ecología
El hábitat natural de este macaco es el selvático, pero se le puede encontrar en bosques pantanosos en riveras de los ríos o en las costas. Vive en el dosel de los bosques, busca alimento entre 24 y 36 metros del suelo y puede dormir a 45 metros de altura. Su dieta principal se compone de higos. Los grupos de Macaca  pagensis se componen por 5 a 25 individuos. Normalmente lo integra un solo macho por grupo junto a varias hembras adultas y sus hijos. Los machos son los que deciden e que dirección ir y se lo comunican por medio de llamados agudos al resto del grupo. Los machos solitarios en algún momento pueden desafiar al macho dominante terminando en cruentas luchas. Los depredadores naturales de la especie son la águila culebrera chiíla y la pitón reticulada.

## Reproducción
Las hembras se muestran fértiles y receptivas cuando exhiben sus genitales abultados y rojizos. El periodo de gestación lleva entre 5 y 6 meses. Nace una sola cría, principalmente en las horas de la noche; la madre procede a comer la placenta y lame a la cría para limpiarla antes del alba. La madre y su cría crean un vínculo estrecho que perdura hasta la edad adulta.

## Población y amenazas
El principal hábitat de la especie es en las islas Mentawai a 150 km de la costa occidental de Sumatra. Habitan tres de las cuatro islas más grandes del archipiélago (Pagai del Norte, Pagai del Sur y Sipura). A causa de la deforestación por parte de los inmigrantes de Indonesia la especie se considera actualmente en en peligro crítico de extinción en la Lista Roja de la UICN. Las áreas abiertas se encuentran destinadas a cultivos comerciales, plantaciones de para obtener aceite de palma y la obtención de árboles maderables.